# Alte Post (Potsdam)
El Alte Post fue un edificio barroco tardío en el área de la primera expansión urbana barroca de Potsdam. Estaba ubicado en la esquina de lo que ahora es la Friedrich-Ebert-Straße y Yorckstraße, en el lado oeste de la Platz der Einheit (Plaza de la Unidad), con la fachada principal al canal de la ciudad hacia el sur. El Alte Post fue destruido en la noche de Potsdam, un ataque aéreo el 14 de abril de 1945, y las ruinas eliminadas en el período de posguerra. Después de la demolición del edificio residencial de gran altura construido sobre sus restos entre 1968 y 69, en el 2009, se construyó un nuevo edificio entre 2015 y 2016, cuya fachada incorpora elementos de la antigua oficina de correos.

## Historia

### Antecedente
En el curso de la primera expansión de la ciudad bajo el rey Federico Guillermo I, el sitio del Alte Post se desarrolló con una casa unifamiliar representativa de las condiciones de Potsdam en ese momento. Este edificio de dos pisos tenía siete ejes de ventanas en lo que ahora se llama "Nauensche Plantage". La fachada estaba estructurada por tiras de pilastras, espejos de yeso y marcos de ventanas simples. Una buhardilla a dos aguas y una escalera doble enfatizan el eje central de la casa. La poderosa cubierta abuhardillada y la base existente debido a un sótano completo son típicas de las casas de Potsdam asignadas a "personas notables" del reinado del rey soldado, ya que solo se han conservado en casos aislados, especialmente a lo largo del canal de la ciudad. Según la "Historia arquitectónica de Potsdam" de Heinrich Ludwig Manger, las paredes interiores y el lado del patio del edificio estaban hechos de estructuras de entramado de madera. Pesebre da las medidas de la casa como 94.5 pie (equivalente a aprox. 29,60 metros) del lado sur al canal de la ciudad y 75 pie (equivalente a aprox. 23,50 metros) en el lado este hasta Nauensche Plantage.

### Reorganización de Potsdam bajo el rey Federico II.
A partir de 1748, el rey Federico II el Grande hizo reconstruir en gran medida las casas de la ciudad residencial de acuerdo con su sensibilidad arquitectónica, comenzando por el palacio de la ciudad. Después de la Guerra de los Siete Años, la renovación prevista de la fachada de la calle había llegado al Nauensche Plantage. En 1765, se construyeron las primeras casas unifamiliares de tres pisos según los planos de Carl von Gontard en el lado oeste de la plaza, directamente al norte del predecesor de la antigua oficina de correos, en lugar de los edificios de dos pisos con entramado de madera de alrededor de 1722.
El Alte Post no se renovó por el momento, ya que el rey inicialmente solo quería reemplazar los edificios más antiguos con fachadas de entramado de madera visibles con edificios sólidos. Sin embargo, a pesar de los recelos de sus expertos, el rey ordenó reutilizar los pilotes de cimentación, que ya eran insuficientes para los edificios precedentes, mucho más ligeros, con el fin de ahorrar costes. Poco después de la finalización del nuevo edificio, se hicieron evidentes los daños causados por los cimientos inadecuados. Después de años de esfuerzos por parte de los dueños de la casa ante el rey y en vista del constante deterioro del edificio, Federico II preparó un presupuesto para la remoción y reconstrucción de las tres casas dañadas y los edificios adyacentes en el otoño de 1782 ya que era previsible que la hinca de nuevos pilotes provocaría también estos daños irreparables.
En 1783 comenzó la renovación completa del lado oeste de Nauensche Plantage desde el canal de la ciudad hasta la actual Ebräerstraße, que solo pudo completarse al año siguiente debido al complicado trabajo de cimentación. Manger dedicó una publicación separada a este logro de ingeniería. Las tres casas que han sobrevivido hasta el día de hoy, junto con los cimientos creados en 1783 (hoy Friedrich-Ebert-Straße 112, 113 y 114) se volvieron a construir durante la reconstrucción según los planos de Carl von Gontard, con cambios en los detalles de la fachada y posiblemente incluso el número de ejes.
Este nuevo edificio del "Schlinckschen Eckhaus" más tarde llamado "Alte Post" fue construido según los planos de Georg Christian Ungers, alumno de Carl von Gontard, quien también fue responsable de la casa adyacente al oeste en Am Kanal 20 (hoy Yorckstraße 2). Se utilizó como oficina de correos cuando se reconstruyó: En Potsdam, ningún edificio público está designado como oficina de correos, pero el administrador de correos que está empleado tiene que proporcionar el alojamiento necesario para la oficina de correos a cambio de un cierto tarifa. De acuerdo con el propósito de la casa, las fachadas se decoraron con putti relieves creados por los hermanos Johann Christoph y Michael Christoph Wohler con escenas postales transformadas en una lúdica, además de coronarse con "mojones". Estos estaban flanqueados por esculturas que representan personificaciones de los cuatro continentes de Europa, Asia, África y América, así como Mercurio y Fama.

Debido al hecho de que inicialmente no se utilizó como oficina de correos, este edificio representativo del período tardío de Federico II solo sirvió para este propósito durante un tiempo relativamente corto. En 1828, estando situada en la esquina en Am Kanal 18, que ahora está frente a Wilhelmsplatz, fue adquirida para la oficina de correos. Después de la fundación de Oberpostdirektion en 1850, se construyó una nueva sede mucho mayor en la esquina sureste de Wilhelmsplatz p en 1900 denominada Hauptpost.
En el siglo XIX, era una ubicación representativa de uso apropiado como edificio residencial y comercial. Los tres "marcadores de millas" u obeliscos prominentes en el ático se habían retirado antes de tiempo debido a daños estructurales. El uso de la planta baja como sucursal bancaria a principios del siglo XX por parte del Deutsche Bank propició la ampliación de las ventanas de la planta baja y la instalación de vallas publicitarias en la casa. Además, en el 19 Se agregaron dos balcones del siglo. Sin embargo, el alto valor arquitectónico fue reconocido desde el principio. En 1915, Hans Kania elogió la creación de Unger como "magnífica" en su libro Potsdamer Baukunst.
Sufrió graves daños durante los bombardeos de Potsdam en abril de 1945, aunque se conservó la mayor parte de la fachada. Según los primeros planes de reconstrucción, debía reconstruirse detrás de la fachada de manera similar a los proyectos de construcción simultáneos en la vecina Wilhelm-Staab-Straße. Sin embargo, en 1958 las ruinas fueron demolidas por completo. En ese momento, el arquitecto de Potsdam, Christian Wendland, logró salvar parte de las decoraciones del edificio que también se pretendía eliminar.

### Edificio comunista
Torre residencial 2007
A fines de la década de 1960, sobre su solar, que ahora tenía la dirección Friedrich-Ebert-Straße 115, fue construido un edificio alto de nueve pisos diseñado por el arquitecto Dietrich Schreiner. Los dos pisos inferiores fueron utilizados por la agencia de viajes estatal de la RDA y como centro de control de la compañía de transporte de Potsdam. Los siete pisos superiores se dividieron en cuatro pequeños apartamentos, cada uno frente a la plaza de la unidad con acceso a través de una pasarela en el lado oeste.
Una extensión de dos pisos en el lado oeste conducía al edificio barroco en Yorckstraße 2 (anteriormente Am Kanal 20), que fue restaurado en 1965. La fachada sur cerrada del rascacielos recibió un acento especial gracias a la escultura de metal "Flugschiff" del artista Peter Rohn, que se refería a la función del edificio como agencia de viajes.

Junto con el edificio de la esquina del "Autosalon de Potsdam" al otro lado de Yorckstraße en el sur y la biblioteca general científica construida en diagonal opuesta, esta área del centro de la ciudad de Potsdam fue rediseñada para reflejar el espíritu de la época de la década de 1960.

### Reformulación

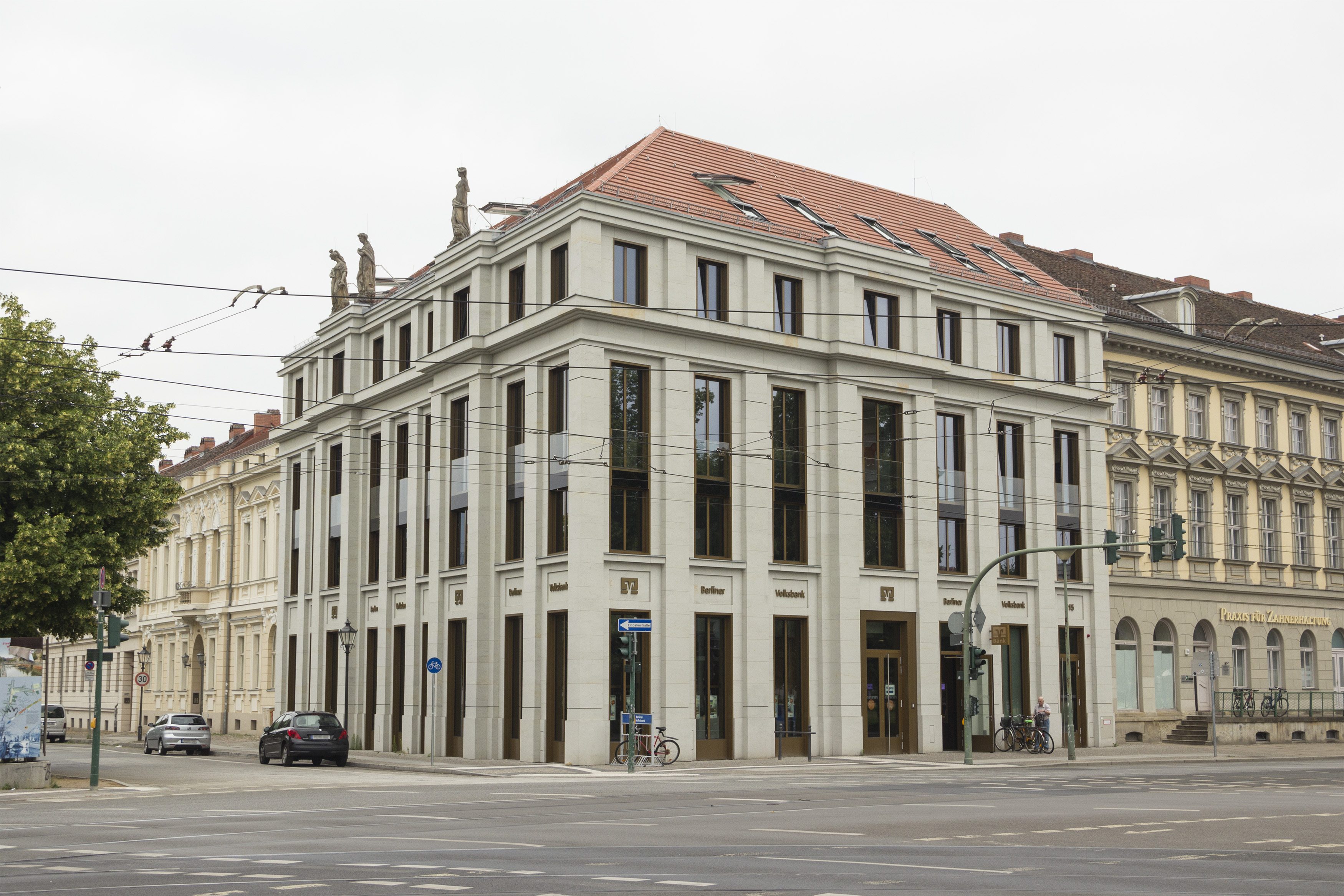
Centro Financiero del Berliner Volksbank en Potsdam. La fachada se inspiró en la antigua Oficina de Correos.

Debido a la actitud crítica a negativa hacia la remodelación de la era de la RDA del paisaje urbano de Potsdam y el modernismo de la posguerra, así como a la necesaria renovación a mediano plazo del edificio de gran altura, ahora conocido como la "Casa de los viajes", fue demolido en 2009. La escultura de metal "Flying Ship" se trasladó y ahora se encuentra en el estacionamiento de varios pisos en el centro cultural y de aventuras "Schiffbauergasse". En 2014, el municipio Pro Potsdam GmbH vendió la propiedad al Berliner Volksbank, que planeaba establecer allí su sede de Brandeburgo. El nuevo edificio, que comenzó en 2015, sigue el diseño del modelo histórico en cuanto a la estructura de su fachada, sin reconstruirlo en detalle.

## Descripción
Era un edificio de esquina de dos pisos y medio que tenía nueve ejes de ventanas que daban al canal de la ciudad (Yorckstraße) y siete que daban a la Nauensche Plantage (Plaza de la Unidad). Las fachadas estaban estructuradas por pilastras  de orden gigante fuertemente esculpidas con capiteles compuestos, que combinaban la planta baja y el primer piso, mientras que el tercer piso inferior se alojaba como un entrepiso en la zona del ático. El tercer y séptimo eje de la ventana de la fachada sur más amplia y el eje central de la fachada este sobresalían como avant-corps, cada uno coronado en el ático con dos figuras de piedra arenisca de "ocho patas", es decir, de unos 2,50 metros de altura, en el lado de un " marcador de milla" u obelisco . Las dos figuras en el risalit que apuntan a la Plaza de la Unidad representaban a Mercurio con un casco alado y un sobre y un fama alado con un cuerno. Los dos salientes que daban al canal de la ciudad estaban decorados con personificaciones femeninas de los continentes: Europa con corona y cetro, así como bolas y un globo terráqueo sobre un libro a sus pies, Asia con una luna creciente en la mano y un turbante en el tierra, África con un arco en la mano y brazaletes en la parte superior del brazo y América con una túnica de plumas y un carcaj con flechas.
La base baja tenía bandas y presentaba solo pequeñas aberturas rectangulares transversales para las ventanas del sótano. Entre la planta baja y el primer piso había una zona con relieves de putti que estaban incrustados en las superficies de yeso y enmarcadas por ellas. Sobre los relieves, una cornisa con un adorno en forma de rejilla formaba el extremo inferior de la ventana del piso superior. Las pilastras remataban en la parte superior con una cornisa principal sencilla, que sólo se decoraba en la zona de los voladizos estrechos con consolas con colgaduras intermedias.
En la zona del ático, las pilastras de los pisos inferiores continuaron como pilastras lisas. Los marcos de las ventanas del segundo piso tenían ménsulas colocadas en las esquinas. Por encima de esto estaba la cornisa del alero. El techo del edificio era un techo a dos aguas relativamente plano. Unger basó su diseño en la arquitectura de los palacios, que correspondía a la ubicación urbana prominente de la casa.